# 432 Парк-авеню
432 Парк-авеню (англ. 432 Park Avenue) — надвисокий хмарочос, споруджений у нью-йоркському районі Мідтаун на Парк-авеню між 56 і 57 вулицями. Проект розроблений CIM Group. Будівництво було розпочато 2012 року й завершено в грудні 2015 року. За первинним проектом висота становила 396 метрів. Будівництву передувало знесення готелю на 495 місць «Drake Hotel», побудованого 1926 року. Готель був викуплений за 440 мільйонів доларів забудовником Гаррі Маклоу в 2006 році, після чого його було знесено. Ділянка, що звільнилася, завдяки своєму вигідному розташуванню, стала однією з найдорожчих в Нью-Йорку. Загальна вартість будівництва становить 1,25 мільярди доларів.
При висоті 426 метрів є третім за висотою будинком Сполучених Штатів та найвищим житловим будинком світу. Це друга за висотою будівля Нью-Йорка після Всесвітнього торгового центру. Однак, рівень даху 432 Парк-авеню перевищує рівень даху ВТЦ на 9,8 метра, але останній виграє в загальній висоті за рахунок шпиля.

## Дизайн
Дизайн, розроблений уругвайським архітектором Рафаелем Віньйолі, заснований на втіленні концепції «чистої геометричної форми» — квадрата. Кожен з 85 поверхів будівлі має форму квадрата площею 368,7 м2 з шістьма квадратними вікнами 9,3 м² з кожної сторони. Рафаель Віньйолі так описав вплив хмарочоса на панораму Мангеттена:
| Важко було вибрати відповідніший проект. Нашою метою було створити щось таке, що було б поза часом, що стало невід'ємною частиною панорами Мангеттена, його новим символом. |

Інтер'єр створений дизайнерськими бюро «Deborah Burke Partners» та «Bentel & Bentel», які також працювали над видами ресторанів Eleven Madison Park і Gramercy Tavern(англ.). Головний забудовник Гаррі Маклоу заявив, що пишається створенням хмарочоса, який буде видно з усіх районів Нью-Йорка і який прикрасить обрис міста.
Консультант в галузі моди Тім Ганн описав будівлю як «лише тонкий стовпчик».

## Апартаменти
Висота кожного поверху становить 3,84 метра. Площа кондомініума від 32,6 м2. Ціна квартир, загальна кількість яких становить 104, буде варіюватися від декількох мільйонів до декількох десятків мільйонів доларів. Найдорожчі апартаменти мають вигляд пентхаусу з шістьма спальнями, сімома ванними кімнатами та бібліотекою, загальною вартістю 95 мільйонів доларів. Покупцем пентхауса став саудівський мільярдер Фаваз Аль Хокаїр.
Крім квартир у будинку передбачені ресторан, фітнес-центр з сауною, басейн, більярдний зал, майданчик для гри в гольф та інші вигоди.

## Сусідні надвисокі споруди
У районі Мідтаун, де знаходиться «432 Парк-авеню», йде будівництво ще трьох надвисоких житлових хмарочосів — 225 West 57th Street (541 м), 111 West 57th Street (435 м) і 125 Greenwich Street (414 м).

## Галерея
|                                           |                                 |                                                                             |                                                 |
| Порівняння з іншими хмарочосами Нью-Йорка | Вид на Мідтаун і 432 Парк-авеню | Знесений готель «Drake Hotel», на місці якого побудовано хмарочос. 2006 рік | Верхня частина в процесі завершення будівництва |

### Хронологія

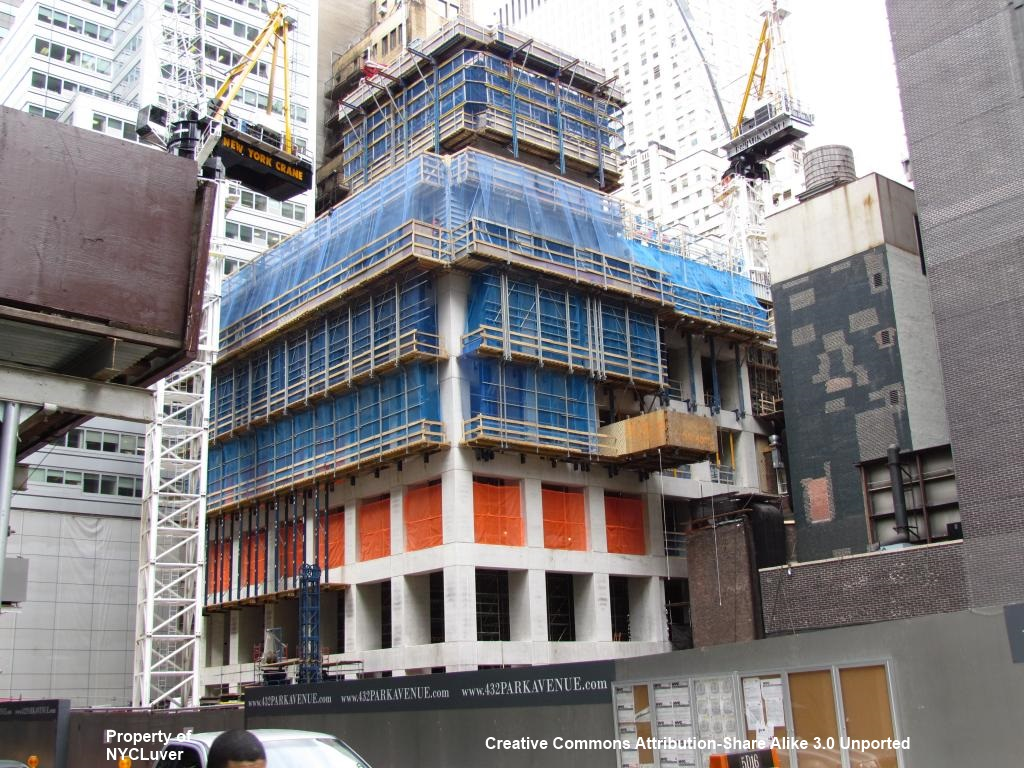
Березень 2013
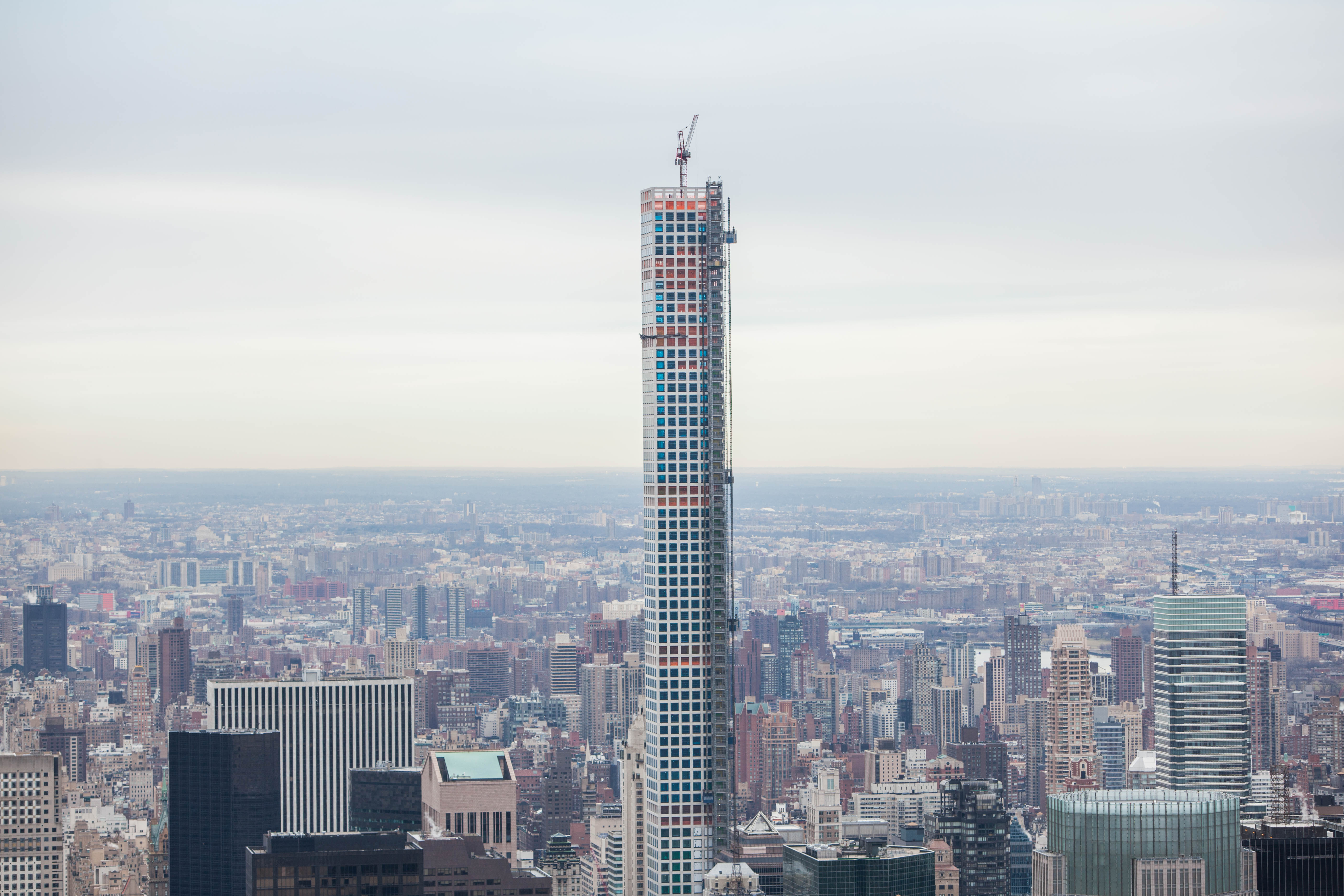
Січень 2015
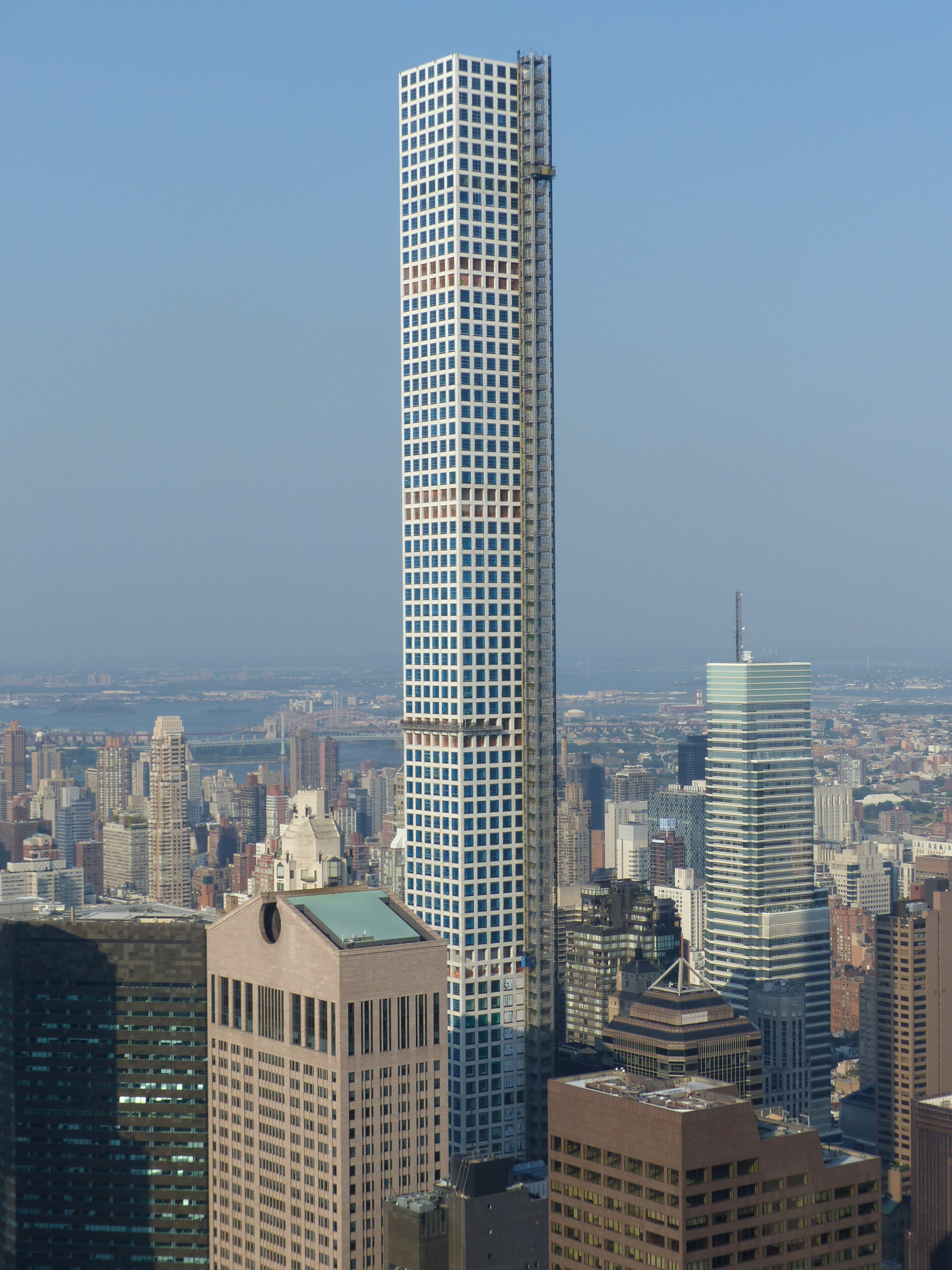
Липень 2015